# Ajmer Singh Chopra
Ajmer Singh Chopra (ur. 12 grudnia 1953) – indyjski koszykarz, uczestnik Letnich Igrzysk Olimpijskich 1980.
Na olimpiadzie rozegrał 7 spotkań. Razem z drużyną zajął ostatnie 12. miejsce. Zdobył:
- 149 punktów,
- 38 zbiórek,
- 5 asyst,
- 7 przechwytów,
- 1 blok[1].

W roku 1982 został laureatem nagrody Arjuna Award.